# Aïn Kihal
Aïn Kihal est une commune de la wilaya de Aïn Témouchent en Algérie.
Nom du Village pendant la présence française :Aïn-Kial (Aïn Khial). Le nom Ain Khial veut dire la source des fantômes. Source située à 2 km sur la route de Ain Temouchent, au lieu-dit El Graba.
Nom actuel après 1962 : Aïn Kihal.

## Géographie
Située dans l'Ouest Algérien au piémont du djebel Gueriane (Volcan éteint), à 14 km au Sud Sud-Ouest d'Aïn Temouchent sur la N 2 en direction de Tlemcen au pied du Djebel Sebaa-Chioukh.
Lat (DMS) 35° 12' 17N
Long (DMS)1° 11' 51W
Altitude (493 mètres)
| Aïn Tolba                     | Aïn Témouchent                 | Aïn Témouchent |
| Aïn Tolba                     | Aïn Kihal                      | Aghlal         |
| El Fehoul (Wilaya de Tlemcen) | Bensekrane (Wilaya de Tlemcen) | Aghlal         |

## Maires
Le premier maire du village après l'indépendance est Ikhlef Saadallah; il a dirigé le village jusqu'en 1975. D'autres maires ont par la suite été élus, tels que : Noreddine Yagoubi, Cherif, Hocine Chouiref, Benzeguir, Ghalem Kada, Merabet Zenagui, Boudjema Rais et Noreddine Benkriche.